# ربات، دیر زیرین
ربات (به انگلیسی: Rabat) یک منطقهٔ مسکونی در پاکستان است که در خیبر پختونخوا واقع شده‌است.